# رابط کاربری ارگانیک

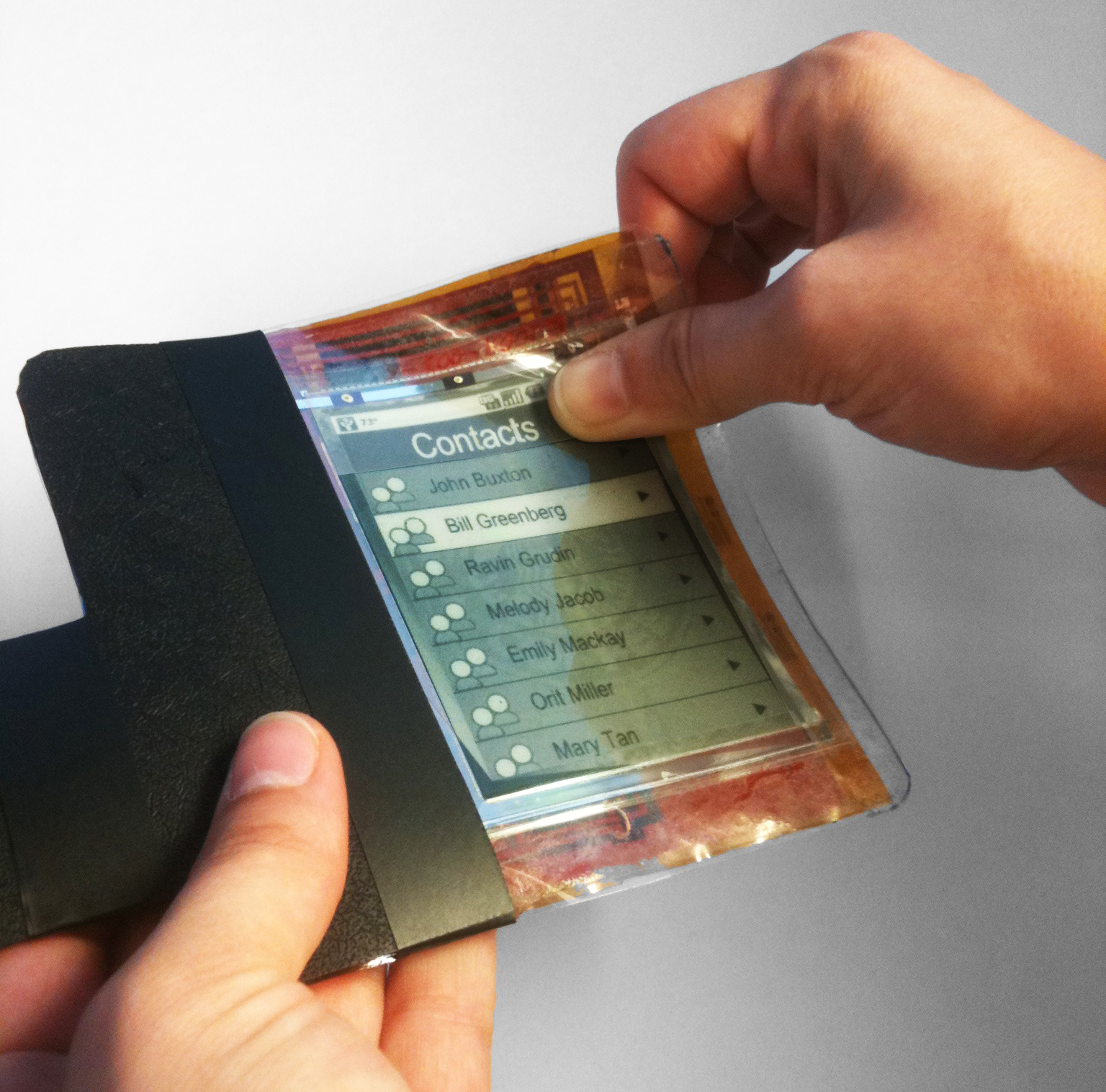
اولین نمونه اولیه صفحه نمایش انعطاف‌پذیر و اولین رابط کاربری کاربر با قابلیت خم شدن روی یک صفحه نمایش انعطاف‌پذیر واقعی بود.

در تعامل انسان و رایانه، یک رابط کاربری ارگانیک (OUI) به عنوان یک رابط کاربری با نمایشگر غیر مسطح تعریف می‌شود. پس از رابط کاربری گرافیکی (GUI) داگلاس انگلبارت و ایوان سادرلند، که مبتنی بر لامپ پرتوی کاتدی (CRT) بود، و رایانش فراگیر الن کی و وایزر، که مبتنی بر نمایشگر کریستال مایع (LCD) صفحه تخت است، OUI نمایانگر یک موج سوم احتمالی از الگوهای تعامل نمایشگر است که مربوط به نمایشگرهای چند شکل و انعطاف‌پذیر است. در یک OUI، سطح نمایشگر همیشه مرکز تعامل است و ممکن است به‌طور فعال یا غیرفعال بر اساس ورودی‌های آنالوگ (یعنی تا حد امکان نزدیک به غیر کوانتیزه) تغییر شکل دهد. این ورودی‌ها از طریق حرکات فیزیکی مستقیم، به جای کنترل غیرمستقیم اشاره و کلیک، ارائه می‌شوند. توجه داشته باشید که اصطلاح «ارگانیک» در OUI از معماری ارگانیک گرفته شده است که به اتخاذ فرم طبیعی برای طراحی متناسب‌تر با بوم‌شناسی انسانی اشاره دارد. این اصطلاح همچنین به استفاده از الکترونیک آلی برای این منظور اشاره دارد.
رابط‌های کاربری ارگانیک برای اولین بار در شماره ویژه مجله ارتباطات ای سی ام در سال ۲۰۰۸ معرفی شدند. اولین کارگاه بین‌المللی رابط‌های کاربری ارگانیک در بوستون، ماساچوست برگزار شد. دومین کارگاه در مادیرا، پرتغال برگزار شد. سومین کارگاه در مونتری، کالیفرنیا و چهارمین کارگاه در پاریس، فرانسه برگزار شد.

## انواع
طبق گفته ورتگال و پوپیرف،سه نوع کلی رابط کاربری ارگانیک وجود دارد:
رابط‌های کاربری انعطاف‌پذیر (یا تغییر شکل‌پذیر): هنگامی که نمایشگرهای انعطاف‌پذیر مستقر می‌شوند، تغییر شکل شکل، مثلاً از طریق خمیدگی‌ها، یک شکل کلیدی از ورودی برای رابط کاربری خارجی (OUI) است. فناوری‌های نمایشگر انعطاف‌پذیر شامل OLED انعطاف‌پذیر (FOLED) و جوهر الکترونیکی انعطاف‌پذیر هستند، یا می‌توانند از طریق نگاشت تصویر فعال سه‌بعدی شبیه‌سازی شوند.
رابط‌های کاربری شکل‌دار: نمایشگرهایی با صفحه نمایش غیرمسطح ایستا. شکل فیزیکی به گونه‌ای انتخاب می‌شود که عملکرد اصلی رابط را بهتر پشتیبانی کند. شکل‌ها ممکن است شامل کره، استوانه یا به شکل اشیاء روزمره باشند.
رابط‌های کاربری فعال (یا جنبشی): نمایشگرهایی با شکل قابل برنامه‌ریزی که توسط یک الگوریتم کامپیوتری کنترل می‌شوند. در اینجا، شکل‌های نمایشگر می‌توانند به‌طور فعال با زمینه فیزیکی کاربر، شکل داده‌ها یا عملکرد رابط سازگار شوند. یک مثال بارز، ماده قابل برنامه‌ریزی است: وکسل سه‌بعدی کاملاً فیزیکی که به صورت پویا تصاویر سه‌بعدی فیزیکی را تشکیل می‌دهند.

## اصول طراحی ارگانیک
هولمن و ورتگال سه اصل طراحی را ارائه می‌دهند که زیربنای OUI هستند:
ورودی برابر است با خروجی: در رابط‌های کاربری گرافیکی سنتی، ورودی و خروجی از نظر فیزیکی از هم جدا هستند: خروجی بر اساس ورودی ارائه شده توسط یک دستگاه کنترل مانند ماوس، به صورت گرافیکی روی صفحه نمایش تولید می‌شود. یکی از ویژگی‌های کلیدی رابط کاربری گرافیکی این است که سطح نمایشگر و تغییر شکل‌های فیزیکی آن همیشه محل تعامل کاربر هستند.
عملکرد برابر است با فرم: این اصطلاح که توسط فرانک لوید رایت ابداع شده است، به این معنی است که شکل یک رابط، عملکرد فیزیکی آن را تعیین می‌کند و برعکس.شکل‌ها باید به گونه‌ای انتخاب شوند که به بهترین شکل از عملکرد رابط پشتیبانی کنند. به عنوان مثال، یک رابط چند لمسی کروی است که به ویژه برای رابط‌های اطلاعات جغرافیایی مناسب است، که قبلاً محدود به تصاویر مسطح تحریف شده از داده‌های زمین کروی بودند.
فرم از جریان پیروی می‌کند: رابط‌های کاربری (OUI) از نظر فیزیکی با زمینه فعالیت‌های متعدد کاربر سازگار می‌شوند، مثلاً با گرفتن شکل‌های متعدد. نمونه‌ای از این مورد، تلفن «قفسه‌ای» است که در آن استعاره فیزیکی تغییر شکل تلفن (با باز کردن آن) وضعیت رابط کاربری (برای باز کردن ارتباطات) را تغییر می‌دهد. مثال دیگر، تا کردن یک تبلت فیلم نازک به یک تلفن هوشمند کوچک‌تر و جیبی برای جابجایی است.

## پیاده‌سازی‌های نمونه
نمونه‌های اولیه OUIها شامل یک نمونه اولیه سفت و سخت از یک نمایشگر کارت اعتباری انعطاف‌پذیر،با قطعات کاغذ نقشه‌برداری شده با طرح فعال، یکی از اولین رایانه‌های چند لمسی کروی، (اشیاء سفت و سخت با نمایشگرهای پیچیده شده در اطراف آنها) است. تلفن کاغذی یکی از اولین OUIهایی بود که حرکات خم شدن را روی یک صفحه نمایش انعطاف‌پذیر واقعی معرفی کرد. این دستگاه دارای یک کاغذ الکترونیک انعطاف‌پذیر و آرایه‌ای از ۵ حسگر خمش بود که امکان پیمایش محتوا را برای کاربر فراهم می‌کرد. نمونه‌هایی از OUIهای فعال شامل نمونه‌های اولیه تغییر شکل مانند بیشتر تلفن و مورفیس هستند. نوکیا سینتیک، یک تلفن هوشمند انعطاف‌پذیر که امکان تکنیک‌های ورودی مانند خم شدن، پیچاندن و فشار دادن را فراهم می‌کند، و سامسونگ یوم، نمونه‌های اولیه تجاری OUIها هستند. انتظار می‌رود OUIها تا سال ۲۰۱۸ به بازار عرضه شوند.
توجه داشته باشید که OUIها با رابط کاربری طبیعی (NUI) متفاوت هستند، زیرا NUIها فقط به تعاملات لمسی یا حرکتی از راه دور با یک صفحه نمایش مسطح محدود می‌شوند. اگرچه تعامل حرکتی از راه دور اصل ورودی برابر با خروجی است، OUIها عموماً NUIها را در بر می‌گیرند. همچنین توجه داشته باشید که OUI جانشین و شکلی از رابط کاربری ملموس است که همیشه دارای یک پوسته نمایشگر بیت‌مپ شده در اطراف بدنه چندشکلی خود است. در نهایت، توجه داشته باشید که همه OUIها نمونه‌هایی از فناوری‌های لمسی هستند، زیرا شکل فیزیکی آنها، مانند اشیاء واقعی، حتی در موارد غیرفعال، بازخورد لمسی-جنبشی غیرفعال ارائه می‌دهد.